# Бланшар (лунный кратер)
Кратер Бланшар (лат. Blanchard) — ударный кратер на обратной стороне Луны. Название дано в честь французского изобретателя, пионера авиации и воздухоплавания, Жан-Пьера Франсуа Бланшара (1753—1809) и утверждено Международным астрономическим союзом в 1991 г. 

## Описание кратера

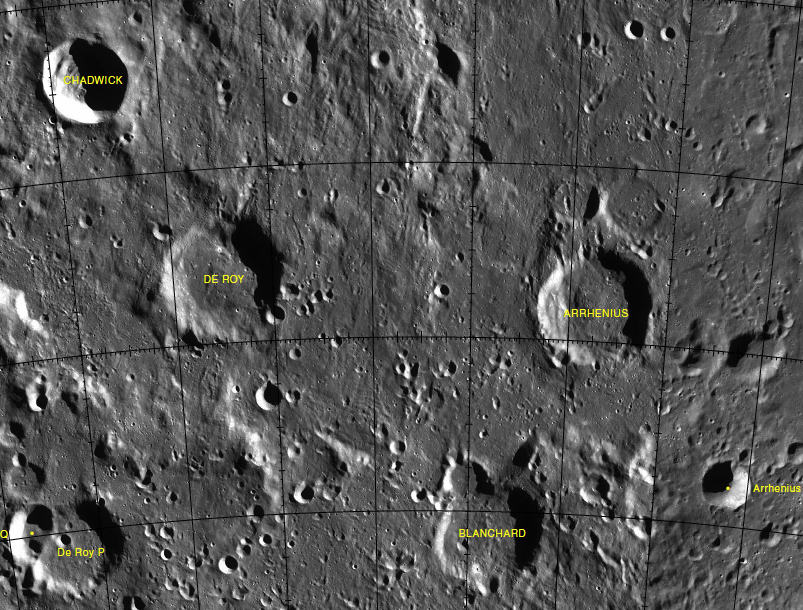
Окрестности кратера Бланшар. Снимок зонда Lunar Reconnaissance Orbiter.

Ближайшими соседями кратера являются кратер Де Руа на северо-западе; кратер Аррениус на севере-северо-востоке; кратер Пилятр на юго-востоке и кратер Чаппи на юге-юго-востоке. Селенографические координаты центра кратера 58°15′ ю. ш. 93°30′ з. д. / 58,25° ю. ш. 93,5° з. д., диаметр 37,5 км, глубина 2.2 км.
Кратер имеет эллиптическую форму ориентированную в направлении юго-запад — северо-восток. Вал кратера существенно разрушен и сглажен, местами имеет разрывы. Высота вала над окружающей местностью составляет 1030 м, объем кратера приблизительно 1200 км³. Дно чаши кратера неровное, центральный пик отсутствует.
До получения собственного наименования в 1991 г. кратер имел обозначение  Аррениус P  (в системе обозначений так называемых сателлитных кратеров, расположенных в окрестностях кратера, имеющего собственное наименование).

## Сателлитные кратеры
Отсутствуют.